# Raion de Gulbene
El raion de Gulbene és un dels raions en què es dividia Letònia fins a la reforma administrativa i territorial promulgada el 2009.